# Sicyonis tubulifera
Sicyonis tubulifera är en havsanemonart som först beskrevs av Hertwig 1882.  Sicyonis tubulifera ingår i släktet Sicyonis och familjen Actinostolidae. Inga underarter finns listade i Catalogue of Life.